# La Chirurgie de l'avenir
 (juillet 2025).
Pour plus de détails, voir Fiche technique et Distribution.
La Chirurgie de l'avenir est un film français réalisé par Georges Méliès, sorti en 1901, au début du cinéma muet.

## Fiche technique
- Réalisation, scénario et producteur : Georges Méliès
- Société de production : Star Film
- Format : Muet - Noir et blanc